# Partenariat privilégié
Le « partenariat privilégié » est l'idée d'une troisième voie pour les relations entre l'Union européenne (UE) et la Turquie, entre l'adhésion pleine et la non-adhésion. Originellement, cette idée fut lancée par Angela Merkel de l'Union chrétienne-démocrate d'Allemagne (CDU) au printemps 2004.
En dehors des autorités allemandes, cette proposition est soutenue par Valéry Giscard d'Estaing, Nicolas Sarkozy, et Hans-Gert Pöttering, ancien Président du Parlement européen. 
Karl Theodor Zu Guttenberg, ancien ministre de l'économie allemand, a été le premier à définir concrètement l'idée du  « partenariat privilégié » : une union douanière dans certains secteurs (comme l'agriculture ou les services) ainsi que la participation de la Turquie dans la politique étrangère et de sécurité de l'Union européenne.

## Opposition au partenariat privilégie
Une telle proposition est refusée par la Turquie, qui garde son objectif d'une adhésion pleine et entière à l'Union européenne.

## Compléments